# CBS 저녁종합뉴스
《CBS 저녁종합뉴스》는 대한민국의 방송국 CBS기독교방송의 라디오 채널 CBS 표준FM에서 평일 저녁 6시 ~ 저녁 6시 25분까지 방송했던 라디오 종합뉴스 프로그램이다.

## 역사
1987년 10월 19일 CBS가 보도기능을 회복하면서 첫방송을 시작했으며, 원래는 저녁 6시에 방송됐으나, 2008년 5월 12일부터 2009년까지 저녁 6시 30분으로 방송됐으나, 2010년 5월 3일부터 2011년 11월 4일까지는 저녁 6시로 방송됐으나, 2011년 11월 7일부터 2015년 9월 11일까지는 저녁 6시 30분으로 방송됐으나, 2015년 9월 14일부터 저녁 6시로 시간대를 이동하여 방송하다가, 2022년 9월 26일부터 뉴스톡 530으로 개편되었다.

## 아나운서
- 장주희
- 신지혜
- 최정원
- 김은영
- 김용신
- 서연미
- 유지수
- 정민아
- 백원경
- 김윤주
- 이지민
- 채선아

## 지역 방송국 프로그램
| 방송국      | 프로그램 타이틀                 | 주중 진행자                    |
| ----------- | ------------------------------- | ------------------------------ |
| 강원CBS     | CBS 저녁종합뉴스 강원           | 박윤경, 서정암                 |
| 강원영동CBS | CBS 저녁종합뉴스 강원영동       | 전진, 최진성                   |
| 충북CBS     | CBS 저녁종합뉴스 충북           | 이한솔, 최영실                 |
| 대전CBS     | CBS 저녁종합뉴스 대전 세종 충남 | 서경희, 이태헌, 한정혜         |
| 전북CBS     | CBS 저녁종합뉴스 전북권         | 양송희, 유연수, 임경희         |
| 광주CBS     | CBS 저녁종합뉴스 광주·전남      | 서수현, 정정섭, 한선미         |
| 전남CBS     | CBS 저녁종합뉴스 전남동부권     | 유영주, 임종훈                 |
| 대구CBS     | CBS 저녁종합뉴스 대구·경북      | 이현정                         |
| 포항CBS     | CBS 저녁종합뉴스 포항           | 김유정, 유상원                 |
| 부산CBS     | CBS 저녁종합뉴스 부산           | 김정현, 김주현, 장문상, 정희경 |
| 울산CBS     | CBS 저녁종합뉴스 울산           | 김유리, 최미라                 |
| 경남CBS     | CBS 저녁종합뉴스 경남           | 이윤상                         |
| 제주CBS     | CBS 저녁종합뉴스 제주           | 류도성, 박혜진                 |

## 같이 보기
- CBS 표준FM
- CBS기독교방송

## 동시 시간대 뉴스 프로그램
- BBS 뉴스파노라마 (BBS 불교방송)
- 경인방송 경기뉴스 (경인방송)
- TBS 저녁종합뉴스 (TBS FM, 종영)
- MBC 뉴스네트워크 (부산MBC 라디오, 울산MBC 표준FM, MBC경남 표준FM)
- MBC 뉴스대행진 (대구MBC 라디오)

| CBS 표준FM 평일 프로그램 |                          |                        |
| 이전                     | CBS 저녁종합뉴스         | 다음                   |
| 유영석의 팝콘            | CBS 저녁종합뉴스         | 한판승부               |
| 오후 4시 5분 ~ 저녁 6시  | 저녁 6시 ~ 저녁 6시 25분 | 저녁 6시 25분 ~ 밤 8시 |
| 정시 CBS 노컷뉴스        |                          |                        |

| 부산CBS 표준FM 평일 프로그램 |                                                        |                        |
| 이전                         | CBS 저녁종합뉴스 CBS 저녁종합뉴스 부산                 | 다음                   |
| 이슈 인사이드                | CBS 저녁종합뉴스 CBS 저녁종합뉴스 부산                 | 한판승부               |
| 오후 5시 30분 ~ 저녁 6시     | 저녁 6시 ~ 저녁 6시 13분 저녁 6시 13분 ~ 저녁 6시 25분 | 저녁 6시 25분 ~ 밤 8시 |
|                              |                                                        |                        |

| 경남CBS 표준FM 평일 프로그램 |                                                        |                        |
| 이전                         | CBS 저녁종합뉴스 CBS 저녁종합뉴스 경남                 | 다음                   |
| 은혜의 동산                  | CBS 저녁종합뉴스 CBS 저녁종합뉴스 경남                 | 한판승부               |
| 오후 5시 30분 ~ 저녁 6시     | 저녁 6시 ~ 저녁 6시 15분 저녁 6시 15분 ~ 저녁 6시 25분 | 저녁 6시 25분 ~ 밤 8시 |
|                              |                                                        |                        |

| 대구CBS 표준FM 평일 프로그램 |                                                        |                        |
| 이전                         | CBS 저녁종합뉴스 CBS 저녁종합뉴스 대구·경북            | 다음                   |
| 유영석의 팝콘                | CBS 저녁종합뉴스 CBS 저녁종합뉴스 대구·경북            | 한판승부               |
| 오후 5시 5분 ~ 저녁 6시      | 저녁 6시 ~ 저녁 6시 15분 저녁 6시 15분 ~ 저녁 6시 25분 | 저녁 6시 25분 ~ 밤 8시 |
| 정시 CBS 노컷뉴스            |                                                        |                        |

| 광주CBS 표준FM 평일 프로그램 |                                                        |                        |
| 이전                         | CBS 저녁종합뉴스 CBS 저녁종합뉴스 광주·전남            | 다음                   |
| CBS 매거진                   | CBS 저녁종합뉴스 CBS 저녁종합뉴스 광주·전남            | 한판승부               |
| 오후 5시 5분 ~ 저녁 6시      | 저녁 6시 ~ 저녁 6시 15분 저녁 6시 15분 ~ 저녁 6시 25분 | 저녁 6시 25분 ~ 밤 8시 |
| 정시 CBS 노컷뉴스            |                                                        |                        |